# Ericaella longipes
Ericaella longipes is een spinnensoort uit de familie van de Cheiracanthiidae.
De wetenschappelijke naam van de soort werd in 1937 als Eutichurus longipes gepubliceerd door Arthur Merton Chickering.